# NGC 388
NGC 388 is een elliptisch sterrenstelsel in het sterrenbeeld Vissen. Het hemelobject ligt ongeveer 250 miljoen lichtjaar van de Aarde verwijderd en werd op 4 november 1850 ontdekt door de Ierse astronoom William Parsons.

## Synoniemen
- PGC 4005
- MCG 5-3-59
- 4ZW 38
- ZWG 501.90
- Z 0105.0+3202
- ARAK 28
- VV 193
- NPM1G +32.0047
- Arp 331